# Philodromus kendrabatai
Philodromus kendrabatai är en spindelart som beskrevs av Benoy Krishna Tikader 1966. Philodromus kendrabatai ingår i släktet Philodromus och familjen snabblöparspindlar. Inga underarter finns listade i Catalogue of Life.